# 1 Pułk Ułanów (I KP)

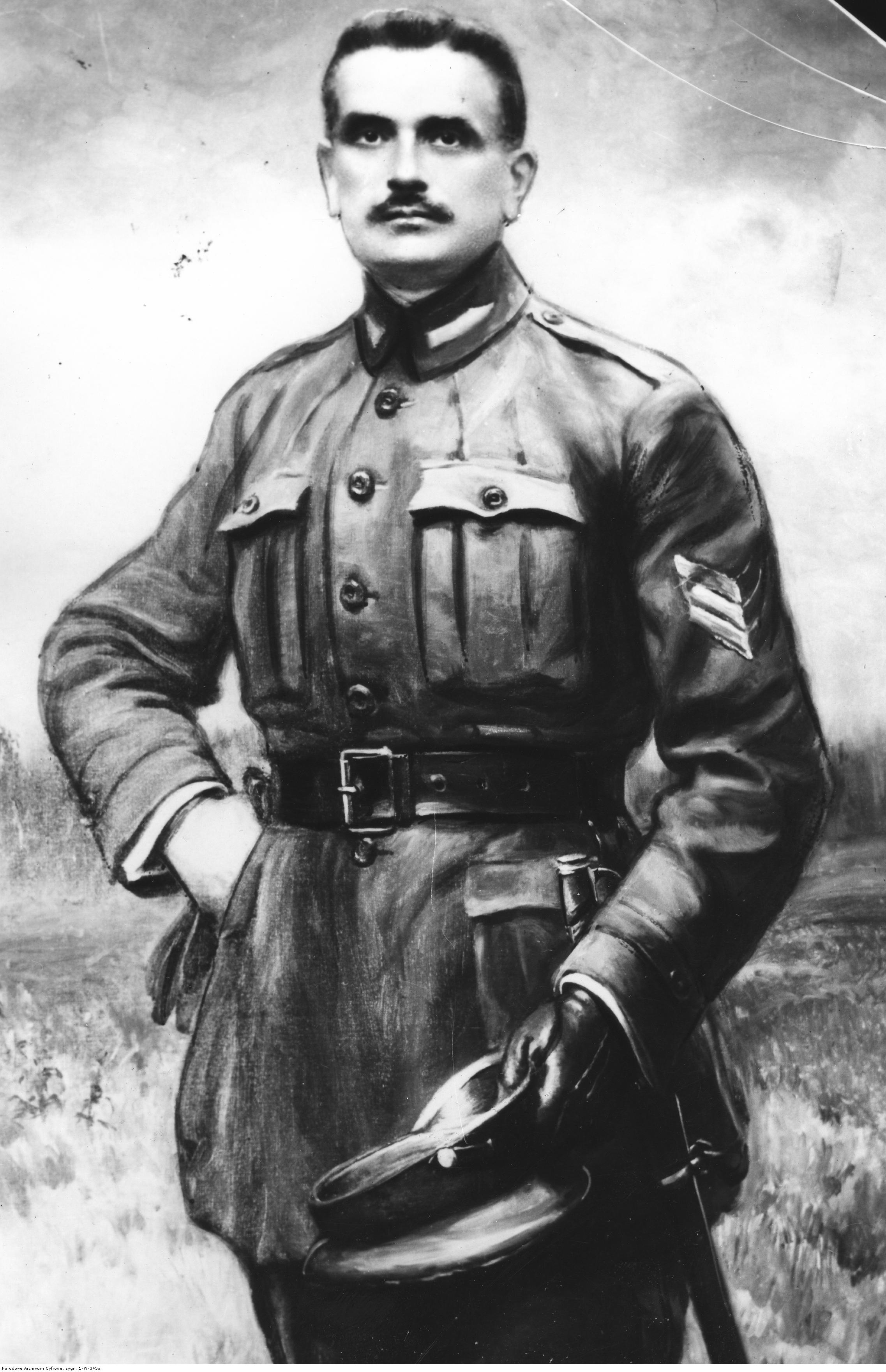
Dowódca pułku płk Bolesław Mościcki

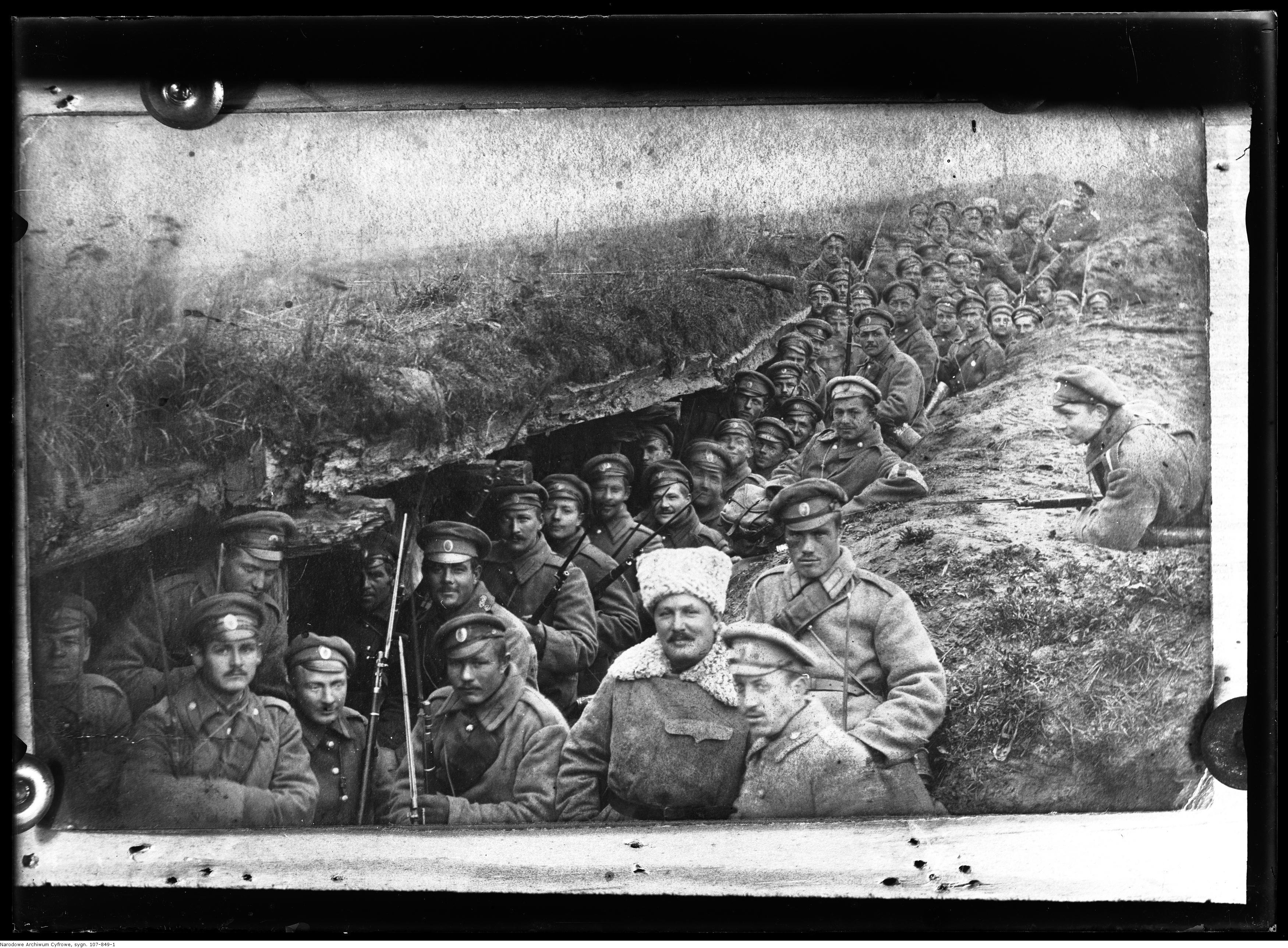
2 szwadron w okopach

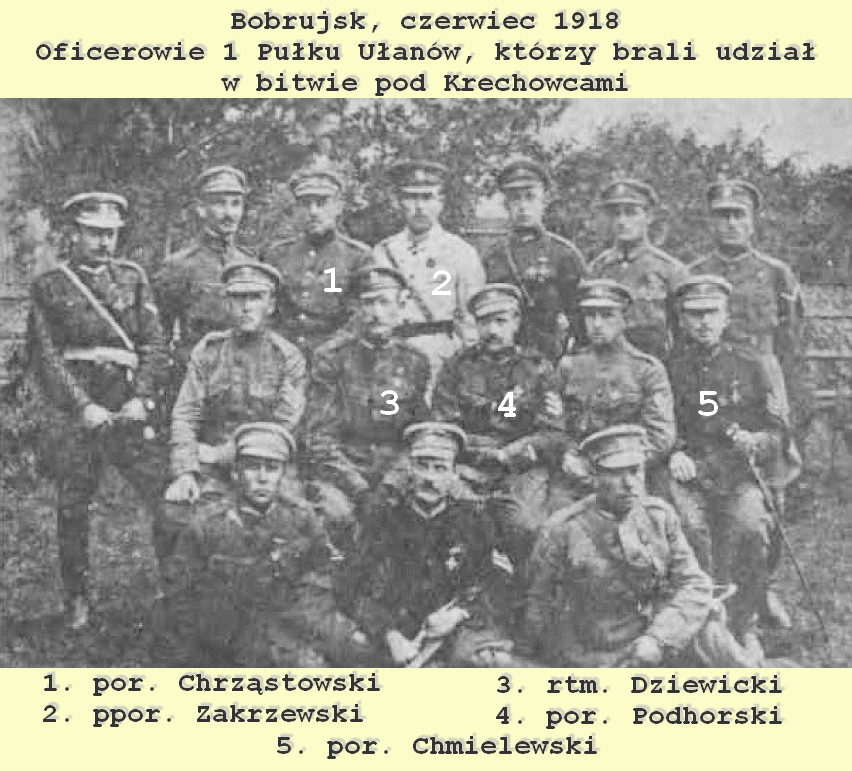
Oficerowie

1 Pułk Ułanów – polski oddział kawalerii Wojska Polskiego na Wschodzie.

Schemat bitwy pod Krechowcami

## Historia pułku
Początkiem formowania pułku był nabór ochotników w grudniu 1914 do dwóch szwadronów jazdy, w ramach Legionu Puławskiego . Do każdego z planowanych legionów miał być przydzielony szwadron jazdy. Ułani początkowo używali oficjalnie polskich mundurów kawalerii wzoru z 1830 roku (powstania listopadowego).
W połowie stycznia 1915 został zorganizowany 1 szwadron i dlatego rok ten został umieszczony na znaku pułkowym. Na początku 1915 roku jednak władze rosyjskie zakazały formowania narodowych oddziałów polskich, a istniejące wcieliły do pospolitego ruszenia. Na mocy rozkazu z 5 lutego (starego stylu), oba szwadrony jazdy przemianowane zostały na 104 i 105 sotnie konne pospolitego ruszenia. W marcu 1915 roku, w związku z podporządkowaniem ich 104 Brygadzie Pospolitego Ruszenia, sotnie przenumerowano na 115 i 116. Mimo to, nieoficjalnie używano nadal nazw 1 i 2 szwadron i utrzymywano ich narodowy charakter. Oba szwadrony przeszły w tym czasie do rejonu Maciejowic. Cierpiały jednak na braki w wyekwipowaniu i uzbrojeniu, z powodu przeszkód stwarzanych przez władze rosyjskie. Po odwrocie rosyjskim, przeszły do Brześcia pod dowództwo rosyjskiej 3 Armii, gdzie po raz pierwszy pełniły służbę patrolowo-wywiadowczą. Zostały następnie rozdzielone między rosyjskie oddziały: 1 szwadron walczył w rejonie Pińska, a 2 szwadron – nad Kanałem Ogińskiego. 1 szwadron stoczył wówczas pierwszą pomyślną potyczkę z 4 pułkiem huzarów heskich pod Borkami.
W październiku 1915 oba szwadrony połączono w Barańczycach w Dywizjon Ułanów Polskich pod dowództwem rtm. Butkiewicza, który następnie w styczniu 1916 podporządkowano Brygadzie Strzelców Polskich i przeniesiono w rejon Bobrujska. Wyszkolenie i umundurowanie było rosyjskie, z polskimi akcentami, jak podwójne amarantowe lampasy i galowe czapki oficerów, natomiast komenda była polska. Dowódcą był ppłk Władysław Obuch-Woszczatyński. Dywizjon wyruszył wraz z Brygadą na front pod Baranowiczami w kwietniu 1916 roku, lecz był początkowo odsunięty przez dowództwo rosyjskie od zadań bojowych. Dopiero w październiku 1916 spieszeni ułani obsadzili część okopów. Podejmowano w tym czasie bezskuteczne starania u władz rosyjskich, aby uzyskać zgodę na powiększenie dywizjonu do stanu pułku. W lutym 1917 roku Brygadę przeformowano w Dywizję Strzelców Polskich, w skład której nadal wchodził Dywizjon Ułanów. Po rewolucji lutowej i obaleniu caratu w Rosji, ułanom zezwolono na noszenie mundurów galowych wzoru 1 Pułku Ułanów z 1830 roku. 28 lutego 1917 dowództwo dywizjonu w zastępstwie objął rtm Adolf Waraksiewicz.
25 marca 1917 dywizjon został zaprzysiężony według tekstu własnej roty przysięgi (nie rosyjskiej), wyodrębniającej go z wojsk rosyjskich. Władze rosyjskie nie wyrażały zgody na rozwinięcie dywizjonu do stanu pułku, lecz wykorzystując chaos po rewolucji, uzyskano zgodę komisarza rządu na wcielenie do niego sformowanego z Polaków szwadronu 5 zapasowego pułku jazdy rosyjskiej w Balaklei. Ponadto, w dywizjonie istniał już nieoficjalnie trzeci szwadron.
5 kwietnia, dowódca rtm. Waraksiewicz wydał samorzutnie rozkaz o przemianowaniu dywizjonu w 1 Pułk Ułanów, w składzie czterech szwadronów, nadal wchodzący w skład Dywizji Strzelców Polskich. Wobec rozprzężenia armii rosyjskiej i agitacji bolszewickiej w Dywizji, ułani i oficerowi pułku uchwalili na początku czerwca we wsi Chatki rezolucję o chęci dalszej walki przeciw Niemcom w przymierzu z armią rosyjską. Pułk wziął następnie udział w ofensywie Kiereńskiego w Galicji. Od 19 lipca 1917 dowództwo pułku objął, na prośbę jego oficerów, płk Bolesław Mościcki (dotychczas dowódca rosyjskiego 1 Pułku Zaamurskiego). Podjął on z miejsca działania w kierunku ujednolicenia wyglądu, wyszkolenia i wyposażenia pułku.
Po załamaniu się ofensywy i odwrocie rosyjskim, 22 lipca szwadrony weszły do płonącego i grabionego przez maruderów armii rosyjskiej Stanisławowa (uznawanego za terytorium austriackie), przywracając porządek i stając przez dwa dni w obronie życia i mienia mieszkańców. Wdzięczna ludność miasta proponowała wówczas pułkowi pozostanie w mieście do nadejścia wojsk austriacko-niemieckich i przejście na teren ziem polskich pod opiekę Rady Stanu, co jednak odrzucono, wybierając walkę zgodnie z przysięgą w szeregach rosyjskich.
Rozkaz z 24 lipca skierował pułk na pola pod wieś Krechowce, w celu ochrony odwrotu rosyjskiego, gdzie rozegrała się bitwa, w której ułani zdobyli uznanie zarówno dowództwa rosyjskiego, jak i niemieckiego. Ranni i wzięci do niewoli ułani zostali otoczeni opieką w Stanisławowie, gdzie ludność wystarała się o specjalne względy dla nich u Niemców i wyprawiła uroczysty pogrzeb zabitego ułana Jana Wedlera. Dowódca pułku wystosował wówczas list do burmistrza Stanisławowa, w którym zawarł nadzieję odrodzenia Polski i zjednoczenia walczących Polaków oraz wyrazy szacunku dla Rady Stanu i generała Piłsudskiego. Bitwa zyskała szeroki oddźwięk w społeczności polskiej i uznanie rosyjskich i francuskich władz wojskowych, a dla pułku przyznano ogółem ponad 200 odznaczeń.
Po bitwie pod Krechowcami pułk, staczając potyczki odwrotowe, wycofał się do Besarabii. We wrześniu 1917 roku pułk włączono w skład I Korpusu Polskiego gen. Józefa Dowbor-Muśnickiego i przetransportowano, z pewnymi problemami stwarzanymi przez lokalne władze bolszewickie, do Dukory pod Mińskiem. Po rewolucji październikowej i zawarciu rozejmu z Niemcami, w pierwszej połowie stycznia 1918 bolszewicy zażądali rozbrojenia pułku, co zostało odrzucone, zaś kaukaska dywizja jazdy odmówiła walki w tym celu z polskim pułkiem. Podejmowano też próby zrewoltowania żołnierzy przeciw oficerom, które nie przyniosły efektu. Pułk następnie pod koniec stycznia przemaszerował w rejon Bobrujska, w rejon koncentracji I Korpusu, atakowany po drodze przez uzbrojonych chłopów. Wszedł tam w skład Dywizji Ułanów, licząc 6 szwadronów liniowych. Walczył z bolszewikami.
W okresie służby w I Korpusie wykształcił się swoisty kodeks postępowania („ideologia pułku”). Żołnierze pułku kierowali się nie tylko rozkazem i prawem pisanym, ale również decyzjami ogólnego zebrania oficerów stosującego prawo zwyczajowe.
Na przełomie 1917 i 1918 roku krechowiacy ozdobili kołnierze swych mundurów miniaturowymi proporcami amarantowo-białymi. Zwyczaj ten przyjął się w pozostałych jednostkach jazdy I Korpusu i dotrwał do końca istnienia polskiej kawalerii.
Na podstawie umów z dowództwem niemieckim 21 maja 1918 zapadła decyzja o rozformowaniu I Korpusu, a z nim 1 Pułku Ułanów. Z czasem jednak ułani byli grupami uwalniani z niemieckiej niewoli m.in. dzięki staraniom Komitetu opieki nad Ułanami Polskimi, jaki zawiązał się w Stanisławowie
Tradycje pułku kontynuował 1 Pułk Ułanów Krechowieckich.
| Kawalerowie Amarantowej Wstążki                                                                                       | Kawalerowie Amarantowej Wstążki | Kawalerowie Amarantowej Wstążki     |
| --- | ------------------------------- | ----------------------------------- |
| Żołnierze dywizjonu odznaczeni za waleczność Amarantową Wstążką rozkazem dowódcy I Korpusu Polskiego z 19 marca 1918: |                                 |                                     |
| mł. podof. Franciszek Mynczyński                                                                                      | mł. podof. Michał Szpilewicz    | mł. podof. Wiktor Ziębicki          |
| uł. Aleksander Pietrołaj                                                                                              | uł. Jan Naruszewicz             | pchor. Bogumił Maruszewski          |
| st. podof. Bogusław Machowski                                                                                         | st. podof. Michał Hawrzyński    | mł. podof. hr. Wacław Komorowski    |
| mł. podof. Aleksander Opęchowski                                                                                      | mł. podof. Jerzy Anders         | uł. Jan Nowakowski                  |
| uł. Stanisław Skarzyński                                                                                              | uł. Piotr Krawczenko            | uł. Władysław Gardliński            |
| uł. Bolesław Niklewicz                                                                                                | uł. Tomasz Dębowski             | uł. Jan Dobrowolski                 |
| uł. Ignacy Muc | uł. Antoni Skonecerka           | uł. Jan Borek                       |
| ułan Miron Długołęcki                                                                                                 | st. podof. Walery Komórowski    | mł. podof. Zdzisław Gonczyński      |
| mł. podof. Antoni Janota                                                                                              | uł. Wawrzyniec Czynioszewski    | uł. Stefan Zybert                   |
| uł. Aleksander Pawelec                                                                                                | uł Stanisław Jaratowski         | uł. Antoni Pućko                    |
| uł. Józef Król | uł. Jan Porcianko               | mł. podof. Stanisław Flisowski (KW) |
| mł. podof. Kazimierz Muczyński                                                                                        | mł. podof. Franciszek Staroń    | uł. Bronisław Stankiewicz           |
| uł. Antoni Szemoński                                                                                                  | mł. podof. Jan Woźniak          | mł. podof. Aleksander Sosiński      |
| st. uł. Stanisław Lewandowski                                                                                         | uł. Piotr Podhorski             | uł. Jan Dobrosielski                |
| st. podof. Zenon Grabowski                                                                                            | st. ułan Bohdan Trzciński       | uł. Władysław Walczyński            |
| uł. Franciszek Kowalczyk                                                                                              | wachm. Mieczysław Górkiewicz    | st. podof. Władysław Matuszewicz    |
| mł. podof. Jan Solęga                                                                                                 | mł. podof. Włodzimierz Szyld    | mł. podof. Andrzej Leniński         |
| uł. Wacław Łukowski                                                                                                   | uł. Bronisław Habera            | uł. Stanisław Dzienisiewicz         |
| uł. Witold Kamkosz | uł. Narcyz Witczak              | uł. Stanisław Marczyk               |
| uł. Antoni Nowak | uł. Henryk Gąsiewicz            | uł. Józef Stobniak                  |
| uł. Antoni Jóźniak | uł. Bolesław Apileten           | uł. Stanisław Zyskowski             |
| uł. Witold Żak | uł. Jan Wrólewski               | uł. Antoni Lewandowski              |
| por. Anders | kpr. Jan Dłużniewski (KW)       | ułan Tomasz Dembowski               |
| kpr. Bolesław Eysteaten (KW)                                                                                          |                                 |                                     |